# Grigore Alexandru Ghica

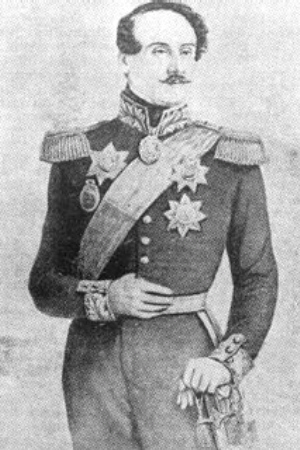
Grigore Alexandru Ghica

Grigore Alexandru Ghica eller Ghika, född 1803 eller 1807, död 24 augusti 1857, var furste av Moldavien mellan den 14 oktober 1849 och juni 1853, och igen mellan 30 oktober 1854 och 3 juni 1856. Han frotsatte familjens nationella reformpolitik men avsattes.
Hans fru hette Helena Sturdza, dotter till furst Ioan Sturdza av Moldavien.